# Brassica fruticulosa
Il cavolo arbustivo (Brassica fruticulosa Cirillo, 1792), detto popolarmente cavolicello, è una pianta annuale della famiglia delle Brassicaceae o Crocifere.

## Descrizione

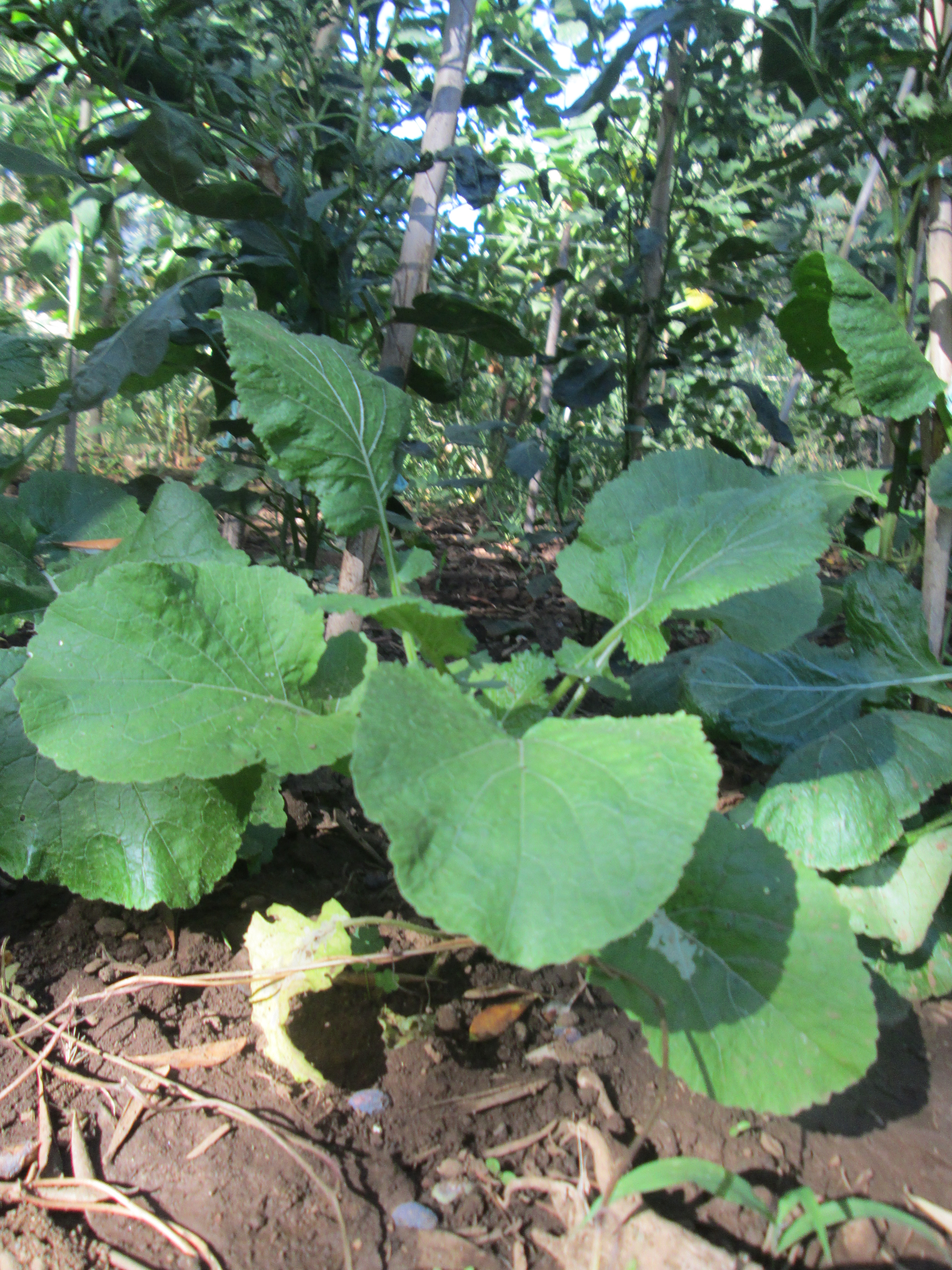
Giovane pianta di Brassica fruticulosa in piena terra

Così è descritta da Michele Tenore nella Flora medica universale, e flora particolare della Provincia di Napoli, Napoli, 1823:
La pianta in natura raggiunge l'altezza di cinquanta centimetri, o poco oltre, in terreni particolarmente fertili e con esemplari isolati. Se crescono in gruppo, o in terreni poveri, gli esemplari sono generalmente più bassi.
I fiori sono piccoli e gialli, regolari e dialipetali, e compaiono sulle cime delle piante alla fine dell'inverno-inizio primavera, sebbene il periodo di fioritura possa essere eccezionalmente prolungato fino all'estate.

## Distribuzione e habitat
Questa pianta è diffusa nei paesi che si affacciano sul Mediterraneo centro-occidentale. In Italia cresce allo stato selvatico in alcune aree dell'Italia centro-meridionale e particolarmente in Sicilia, specialmente nella zona dell'Etna e in Sicilia occidentale, come pure nelle isole Eolie. Nel cuore della Sicilia cioè nel territorio delle Madonie la pianta viene chiamata "qualazzo" o "qualuzzu". Essa cresce con più vigore nei terreni esposti al sole, è usuale raccogliere della pianta la parte che contempla il fiore prima di sbocciare e la parte più tenera del fusto con annesse foglie. Nelle Madonie il qualazzo viene bollito, scolato e poi fritto con un po' d'olio d'oliva e uovo. La caratteristica che lo rende leggermente amaro conferisce al piatto un sapore inconfondibile.
Predilige i terreni silicei. È raccolta da sempre in zone rurali, soprattutto nei vigneti, ma anche nei terreni incolti delle periferie urbane, da metà settembre a inizio maggio.

## Uso in cucina

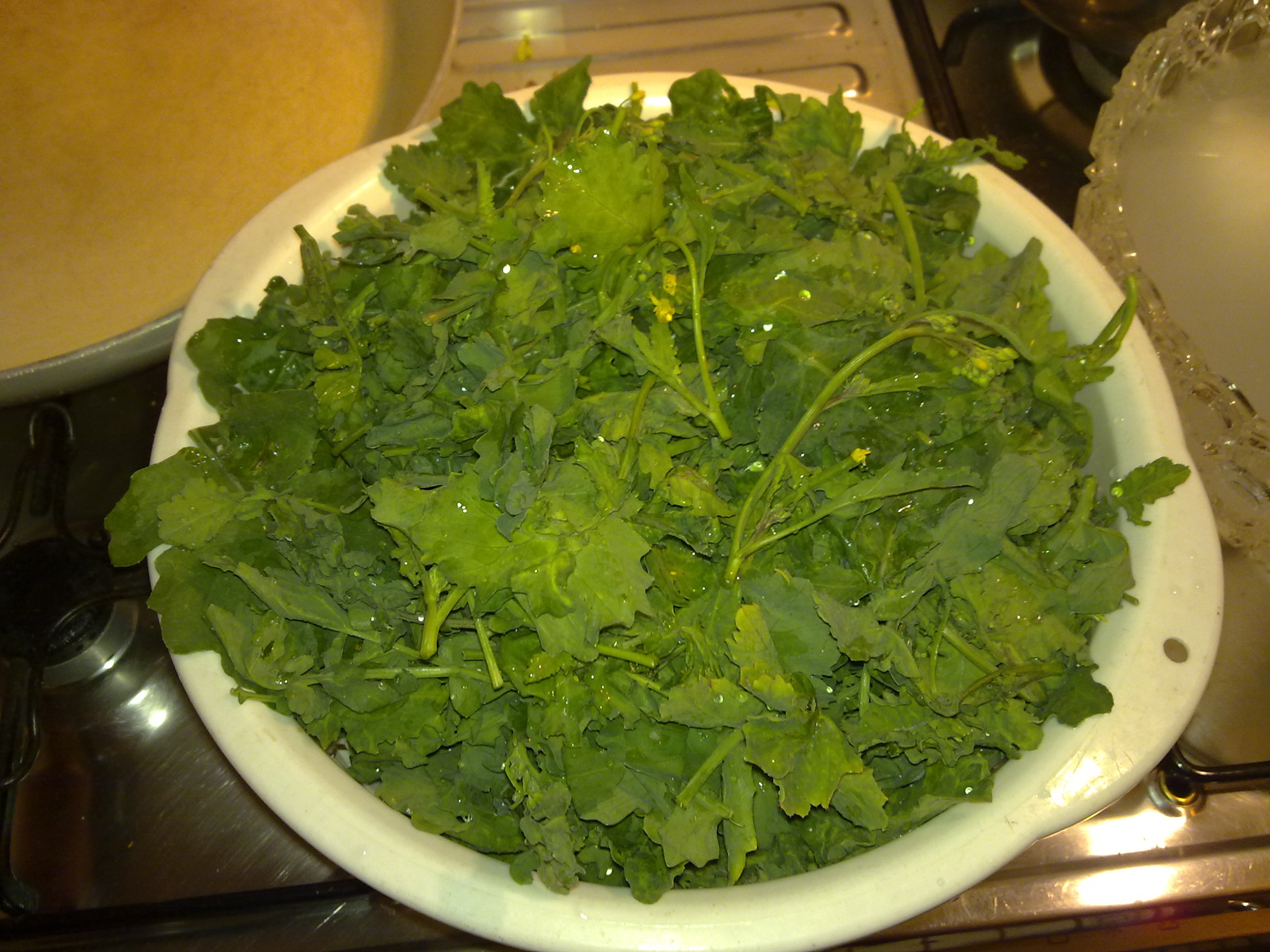
Cavolicello colto sulle pendici dell'Etna nel mese di gennaio. Tra le foglie, si notano i caratteristici fiori gialli a grappolo.

Il cavolicello si consuma cotto; si può semplicemente lessare e condire con olio, oppure ripassare in padella con aglio e peperoncino o ancora stufato con il vino. È di sapore gradevolmente amaro, spiccato. In Sicilia, dove è noto anche come cavuliceddu, cauriciellu, caliceddu o qualeddu nel Trapanese, mazzareddi nel nisseno, è usato spesso come contorno per la salsiccia alla brace.